# Eldögon
Eldögon (Pyriglena) är ett litet fågelsläkte i familjen myrfåglar inom ordningen tättingar. Släktet omfattar endast fem arter med utbredning i Sydamerika från södra Colombia till nordöstra Argentina:
- Vitskuldrat eldöga (P. leucoptera)
- Fjällryggigt eldöga (P. atra)
- Amazoneldöga (P. leuconota)
- Västligt eldöga (P. maura)
- Tapajóseldöga (P. similis)